# Saint-Marcel-d'Urfé
Saint-Marcel-d'Urfé è un comune francese di 303 abitanti situato nel dipartimento della Loira della regione dell'Alvernia-Rodano-Alpi.

## Società

### Evoluzione demografica
Abitanti censiti